# 500! (colonna sonora originale)
500! è la colonna sonora dell'omonimo film composta dal cantautore italiano Mao e pubblicata dalla Mescal il 28 marzo 2002. 

## Tracce
1. Io viaggio – 2:55 (testo: Mauro Gurlino, Andrea Bruschi - musica: Mauro Gurlino)
2. Qualcosa di estraneo – 2:16 (testo e musica: Mauro Gurlino)
3. Strani anelli – 1:18 (musica: Mauro Gurlino)
4. If you really come to Italy – 2:28 (testo: Mauro Gurlino, Andrea Bruschi - musica: Mauro Gurlino)
5. Interim lovers – 2:22 (musica: Mauro Gurlino)
6. Drim – 2:31 (musica: Mauro Gurlino)
7. Wilde wilde word – 2:26 (musica: Mauro Gurlino)
8. Spiaggia – 1:23 (musica: Mauro Gurlino)
9. If you really come to Italy 2 – 2:29 (testo: Mauro Gurlino, Andrea Bruschi - musica: Mauro Gurlino)
10. E-motion – 0:59 (testo: Mauro Gurlino, Andrea Bruschi - musica: Mauro Gurlino)
11. Apecar – 0:26 (musica: Mauro Gurlino)
12. Montepivano – 0:45 (musica: Mauro Gurlino)
13. Io viaggio (instrumental) – 3:00 (musica: Mauro Gurlino)
14. Supermarket – 2:21 (musica: Mauro Gurlino)
15. Bella foto – 1:00 (musica: Mauro Gurlino)
16. Wedding list – 1:38 (musica: Mauro Gurlino)
17. Mosica – 1:26 (musica: Mauro Gurlino)
18. I wake up this morning – 1:51 (testo: Reverend Osby, Bob Zellner - musica: tradizionale)
19. Marcetta – 1:13 (musica: Mauro Gurlino)
20. Nicobox – 2:37 (musica: Mauro Gurlino)
21. Everybody let's work – 2:19 (testo: Mauro Gurlino, Andrea Bruschi - musica: Mauro Gurlino, Andrea Bruschi, Federico Begey Bersano)

## Videoclip
- 2002 - Io viaggio (regia di Beniamino Catena)[1]